# Heterocampa superba
Heterocampa superba är en fjärilsart som beskrevs av Hy.Edwards 1875. Heterocampa superba ingår i släktet Heterocampa och familjen tandspinnare. Inga underarter finns listade i Catalogue of Life.